# Lindsay Wagner

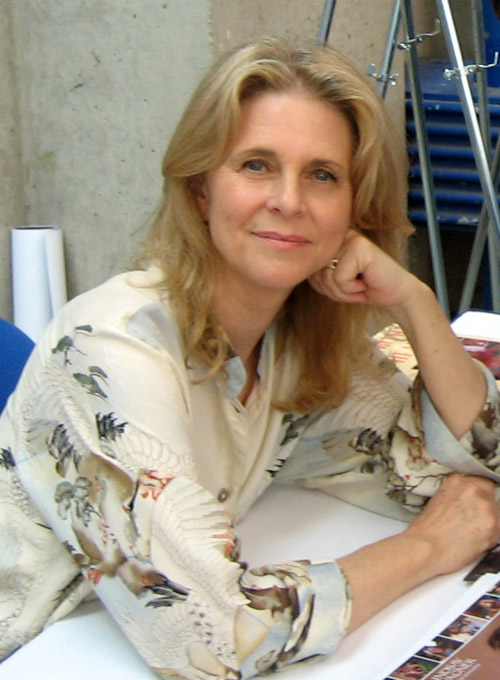
Lindsay Wagner

Lindsay Wagner (n. 22 iunie 1949) este o actriță americană de film.